# Chapelle de Penchâteau
La chapelle Saint-Julien est une chapelle catholique du Pouliguen, sur la pointe de Penchâteau, dans le département français de la Loire-Atlantique.

## Description
La chapelle est située sur la commune du Pouliguen en Loire-Atlantique, au lieu-dit de Penchâteau, à proximité de la côte de la baie du Pouliguen. Elle est rattachée à la paroisse Saint-Yves-de-la-Côte-sauvage du diocèse de Nantes.
Bien que dédiée à saint Julien, la chapelle est également connue sous le nom de chapelle Sainte-Anne, chapelle Saint-Julien-Sainte-Anne, ou tout simplement chapelle de Penchâteau. La confusion est parfois possible avec la chapelle Sainte-Anne de La Baule.
La chapelle Saint-Julien est un petit édifice de granit.
Une croix de chemin ouvragée, la croix de Penchâteau, est érigée à proximité de la chapelle.

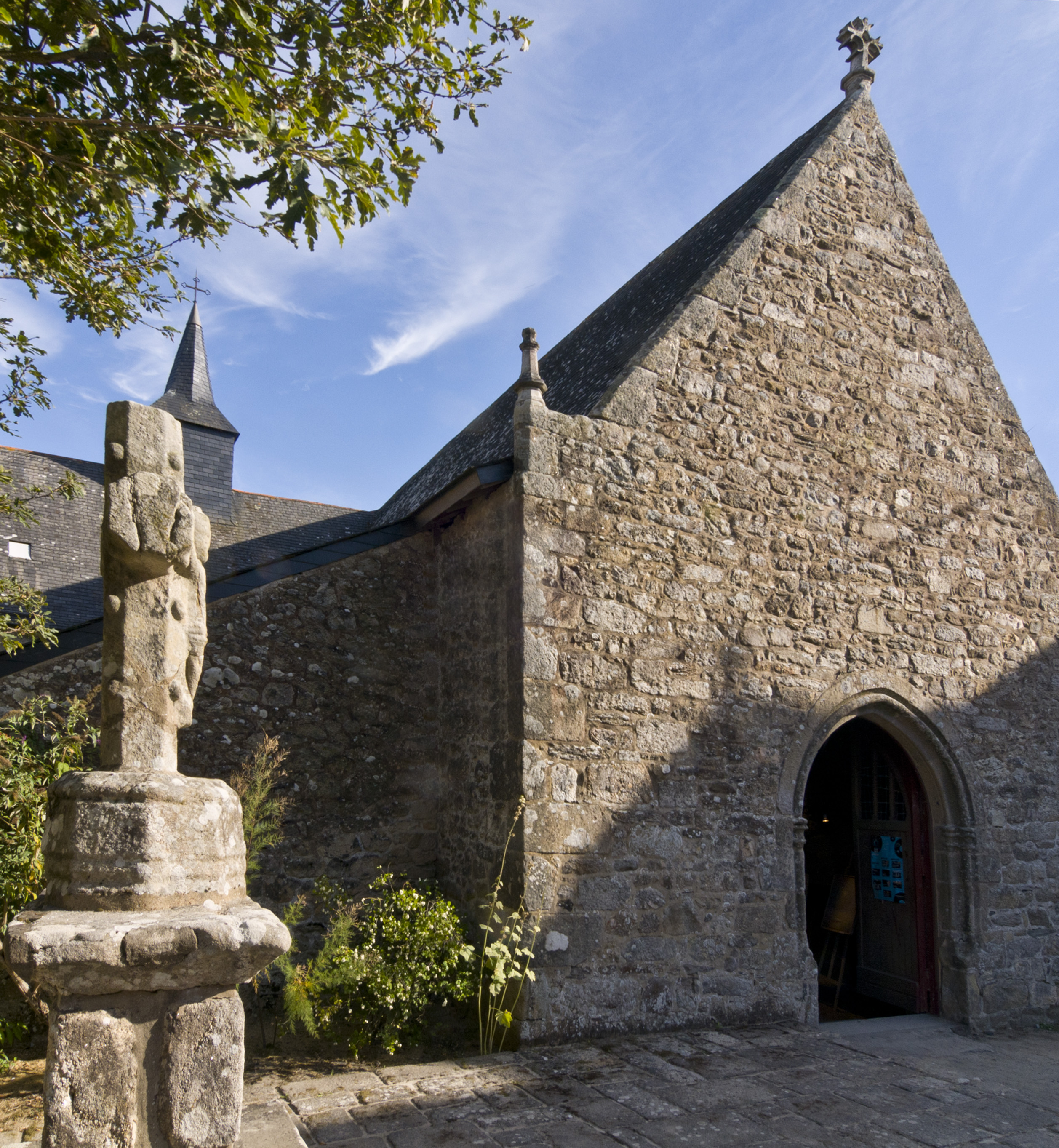
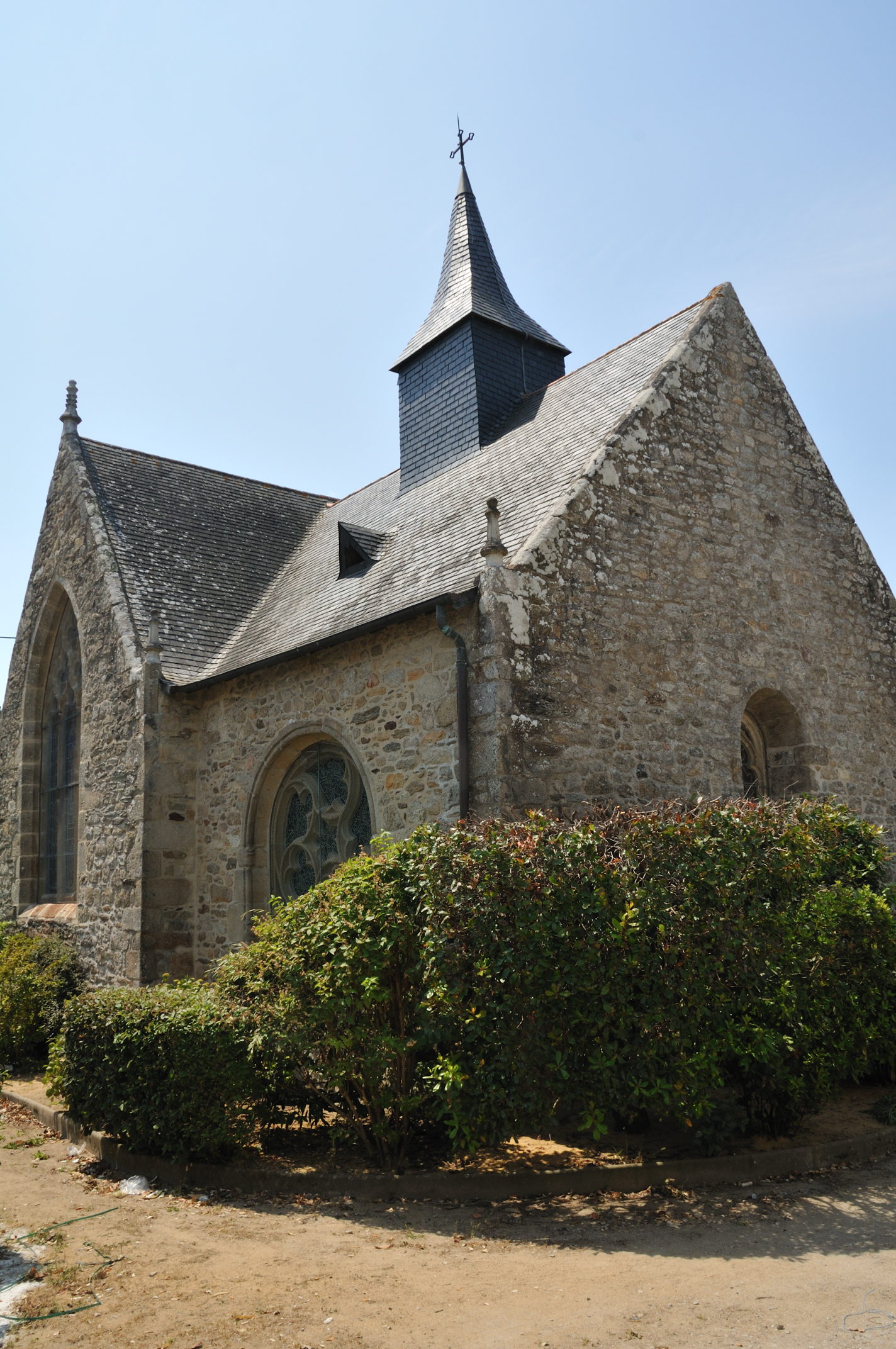
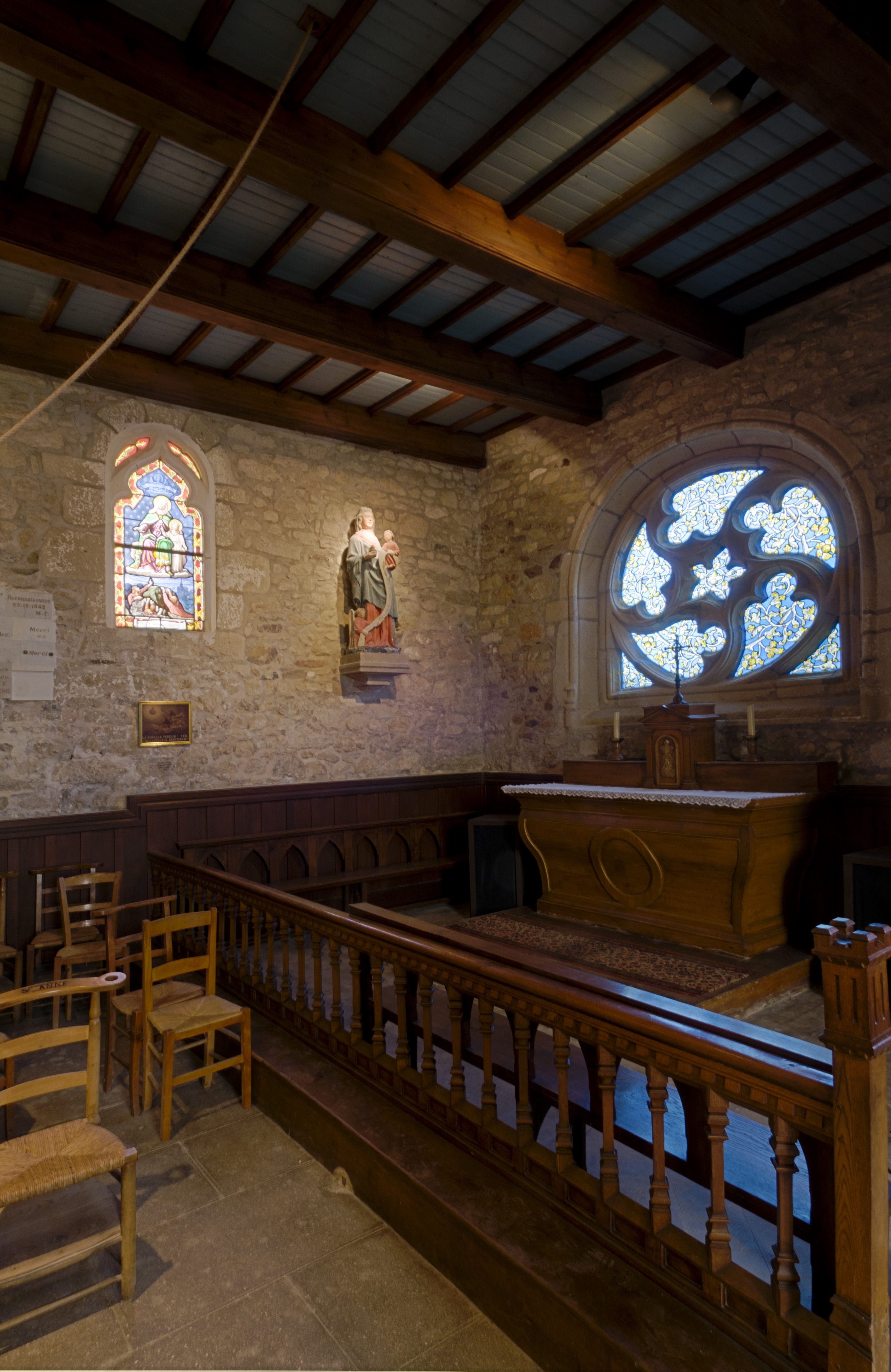
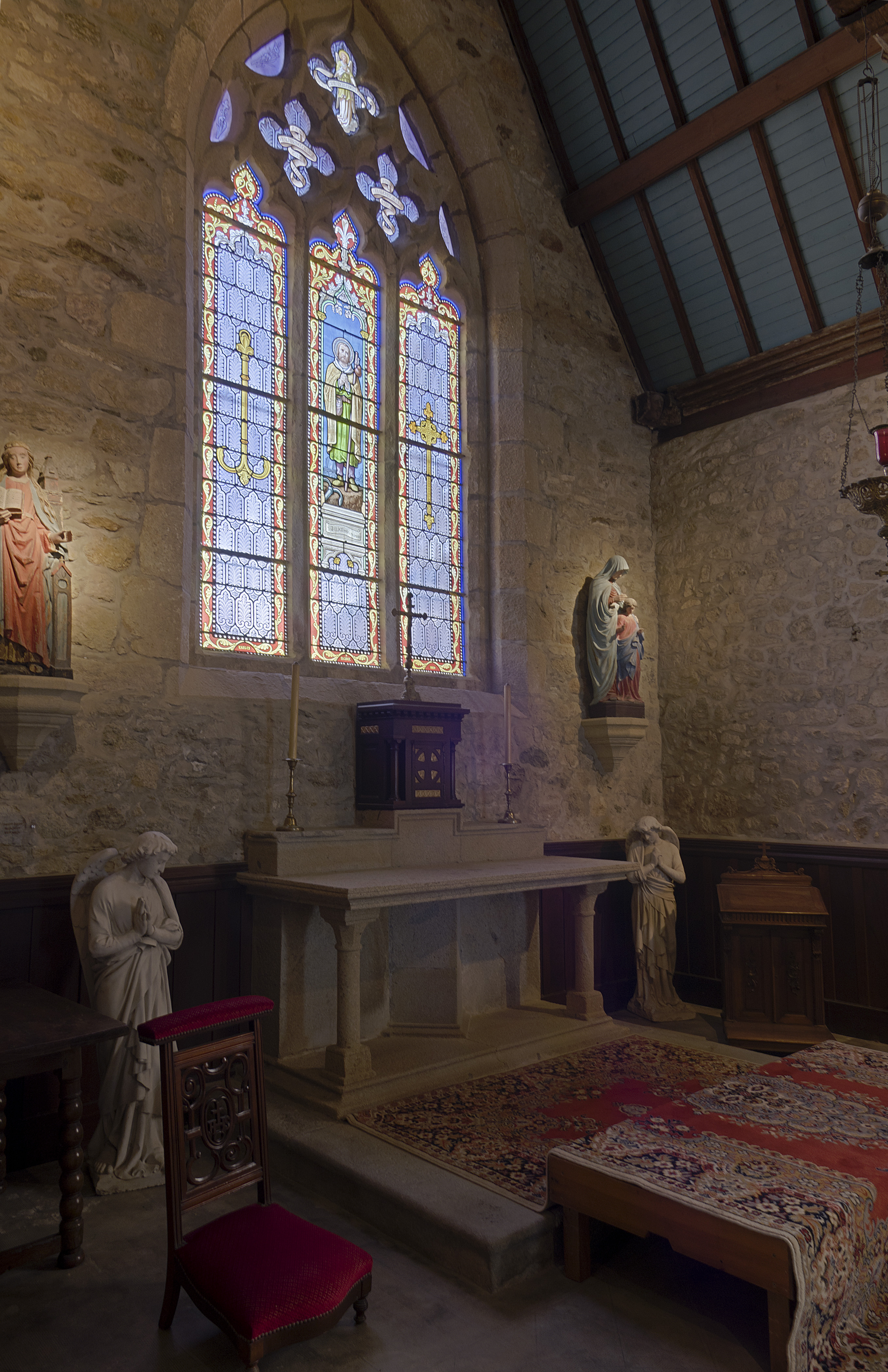
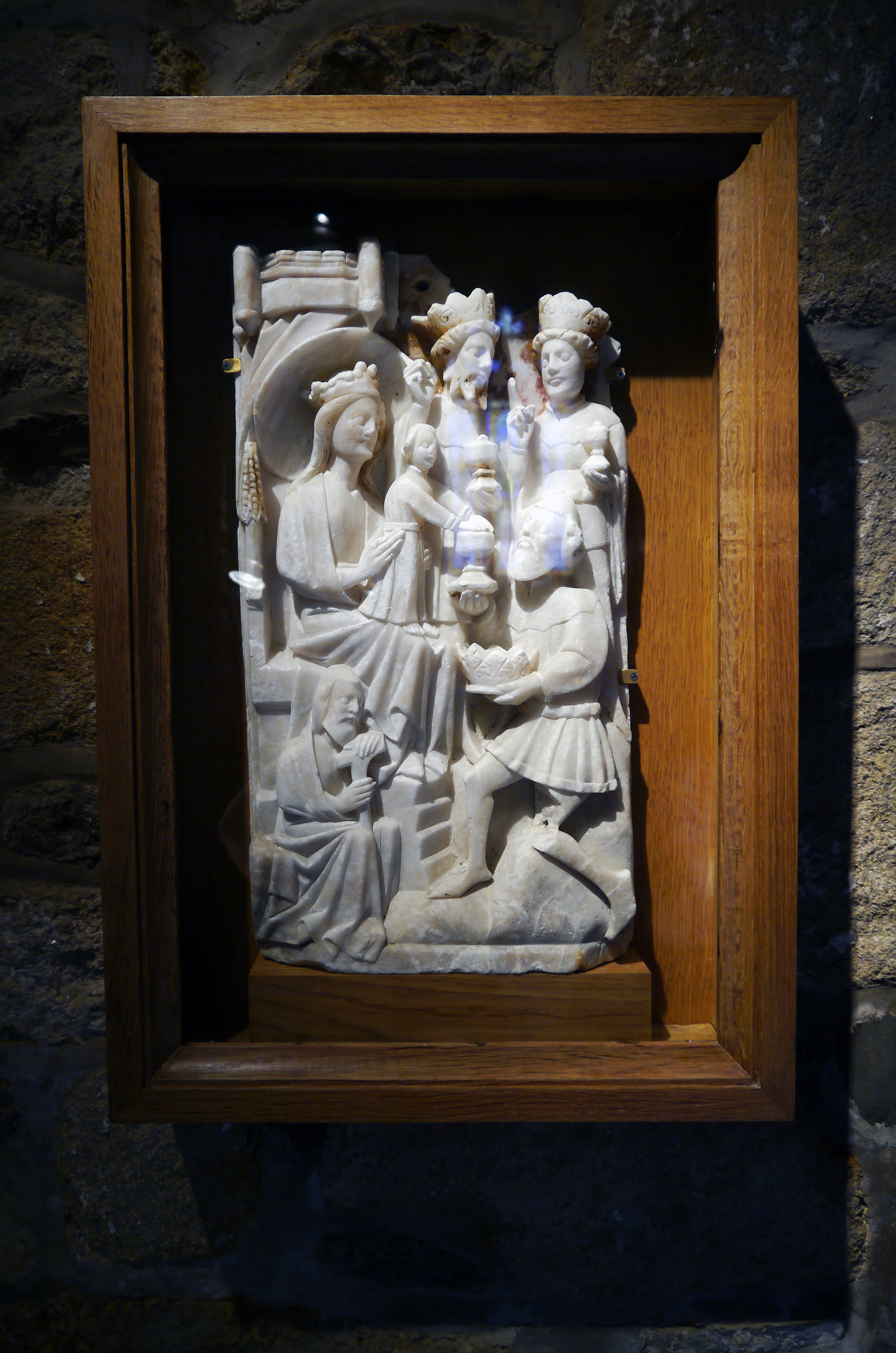
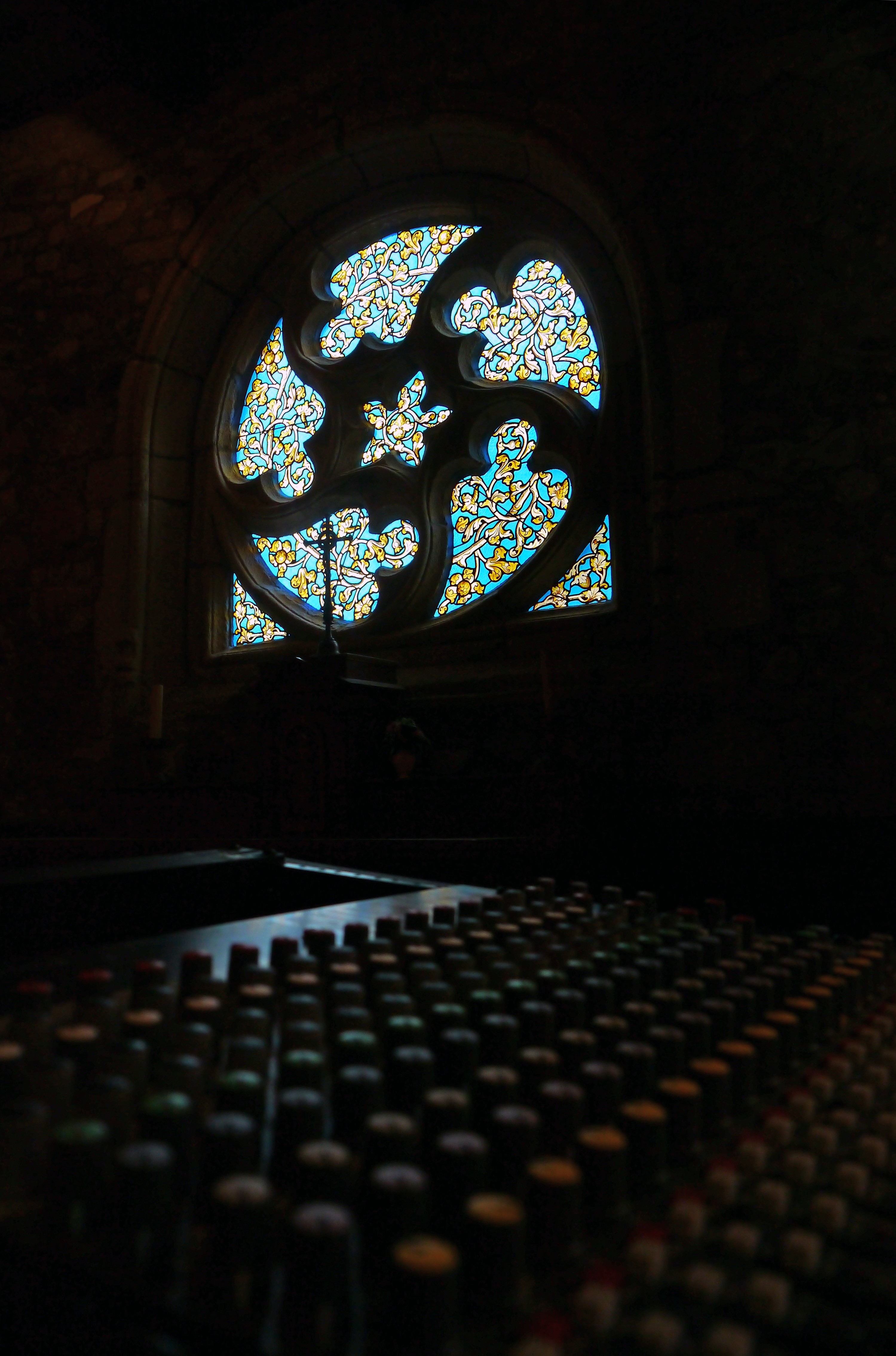

## Mobilier
Parmi le mobilier de la chapelle :
- Statues :
  - Sainte Barbe, XVIe siècle (classée en 1909)[4],[5]
  - Sainte Madeleine, XVe siècle[6]
  - Sainte Marguerite d'Écosse, XVIe siècle (classée en 1962)[7]
  - Saint Nicolas, œuvre de Joseph Vallet, 1897[8]
  - Sainte Parenté, XVIe siècle[9]
  - Sainte Pétronille, XVIe siècle[10]
  - Vierge au Gloria, XVIe siècle[11]
  - Vierge à l'Enfant, XVIIIe siècle[12],[5]

- Bas-reliefs :
  - L'Adoration des Mages et le Couronnement de la Vierge, éléments de retable, XVIe siècle (classés en 1909)[13],[14]

- Autres objets :
  - Bénitier, XVIe siècle (classé en 1909)[15],[16]
  - Crucifix en bois, XVIe siècle (classé en 1909)[17]
  - Tableau, ex-voto marin : la Rosalie perdue, XVIIIe siècle (classé en 1962)[18]
  - Verrière : Saint Julien l'Hospitalier, œuvre d'Antoine Meuret, XIXe siècle (classée en 1909)[19]

## Historique
La chapelle date du XVe siècle.
La chapelle est inscrite au titre des monuments historiques en 1952.